# Différenciation retardée
Pour les articles homonymes, voir Différenciation.
La différenciation retardée est un mode d'organisation du processus de production ou d'assemblage dans lequel les opérations terminales de finition ou de personnalisation du produit sont repoussées le plus en aval possible, et si possible complètement déconnectées de la production ou de l'assemblage.

## Principe
L'organisation de la fabrication se fait en plusieurs étapes, soit, par exemple :
- la fabrication des composants élémentaires ;
- un premier niveau d'assemblage des composants élémentaires, pour former le noyau de base invariable du produit (aussi parfois appelé « article racine ») ;
- l'assemblage obtenu - sous la forme d'un produit semi-fini - est stocké ;
- à la demande, l'assemblage semi-fini est repris et personnalisé selon le besoin du client. Cette finition/personnalisation peut se faire en atelier de production, sur le lieu de vente ou chez le client lors de l'installation.

## Intérêt
Ce mode d'organisation permet de concilier des notions a priori contradictoires : obtenir un cout de fabrication bas (économie d'échelle permise par la production en série de l'article racine) et permettre un certain degré de personnalisation, de différenciation, pour tenir compte des besoins ou attentes spécifiques du client.